# Tiemonconco Traoré
Tiemonconco Traoré (em francês: Tiémonkonko/Tiémonconco) ou Tiemonco Traoré (em francês: Tiémonko/Tiémonco) foi o segundo fama senufô do Reino de Quenedugu que governou de ca. 1840 até ca. 1845.

## Vida
Tiemonconco era irmão de Nianamaga. Em data incerta, esteve no Império de Congue, onde assumiu posição proeminente ao lado do irmão. Por seus abusos, foram obrigados a fugir para Fincolo, a 17 quilômetros de Sicasso. Pigueba Uatara, ao assumir posição em Congue, perseguiu-os até Fincolo, onde sitiou-os. Eles fugiram para Cafela, em Bugula. De novo foram perseguidos, e por pressão dos atacantes, abandonam Cafela em direção a Natié, onde finalmente conseguem impedir Pigueba, que então retorna a Congue. De Natié, a família Traoré se estabelece definitivamente em Bugula, que se tornou sua residência habitual. Esses eventos ocorreram ca. 1835.
Ele entrou em acordo com seu irmão e decidiram que a sucessão seria feita por ordem de primogenitura, com intercalação de membros do ramo mais velho com membros do mais jovem. Ele assume o poder ca. 1840/1845. Teve um reinado breve, e como seu antecessor, ocupou-se com a luta contra Pigueba. Ao morrer foi sucedido por seu sobrinho Daulá (r. 1845–1860). Seu filho Daúda tornar-se-ia fama em 1860. Ele ainda teve como filhos Santigui, Santiguiuro, Tiemoro e Cassa.